# Seriema
As seriemas são os únicos membros vivos da família de aves Cariamidae, que também é a única linhagem sobrevivente da ordem Cariamiformes. Foram classificadas anteriormente dentro da ordem Gruiformes, mas dados moleculares sugerem uma posição de seriemas dentro de um clado, que também inclui falcões, papagaios e passeriformes, bem como as extintas aves-do-terror (Phorusrhacidae).
As seriemas são aves territoriais grandes, de pernas e pescoços longos, que variam de 70 a 90 cm. A família Cariamidae inclui dois gêneros e duas espécies que ocorrem em habitats semi-abertos e secos da América do Sul: a seriema ou seriema-de-perna-vermelha (Cariama cristata) e a seriema-de-perna-preta ou chunga-de-perna-preta (Chunga burmeisteri). A espécie Cariama cristata é encontrada em território brasileiro (onde é conhecida apenas como seriema) e também na Argentina, Bolívia, Uruguai e Paraguai. A espécie Chunga burmeisteri, por sua vez, não ocorre no no Brasil, sendo encontrada apenas na região do Chaco, na Argentina, Bolívia e Paraguai.
A palavra seriema é de origem tupi, correspondente a çariama, derivando das palavras çaria (crista) e am (erguida). O nome é grafado de várias maneiras, como siriema, sariama e çariama.

## Etimologia
Seriema vem do tupi antigo sariama (que se aproxima mais do alternativo da espécie no português brasileiro, sariema). Já o nome da família desta ave, cariamidae, é resultado de uma leitura errônea de Lineu. O nome da ave era escrito com cedilha na obra de Marcgrave: çariama, donde a confusão.

## Descrição
As seriemas são aves médias a grandes, medindo em média 75–90 cm (para Cariama cristata) e 70–85 cm (para Chunga burmeisteri) de comprimento. A plumagem é macia e solta, em tons de cinza com uma leve tonalidade amarela. Suas pernas e pescoços são longos, enquanto suas asas são curtas e arredondadas, refletindo seu estilo de vida. Elas estão entre as maiores aves terrestres endêmicas dos Neotrópicos (atrás apenas das emas).
O bico é curto, profundo e levemente curvado, avermelhado em Cariama. Apenas a seriema C. cristata possui uma crista na testa.
Ambas as espécies de seriema não apresentam dimorfismo sexual marcante.

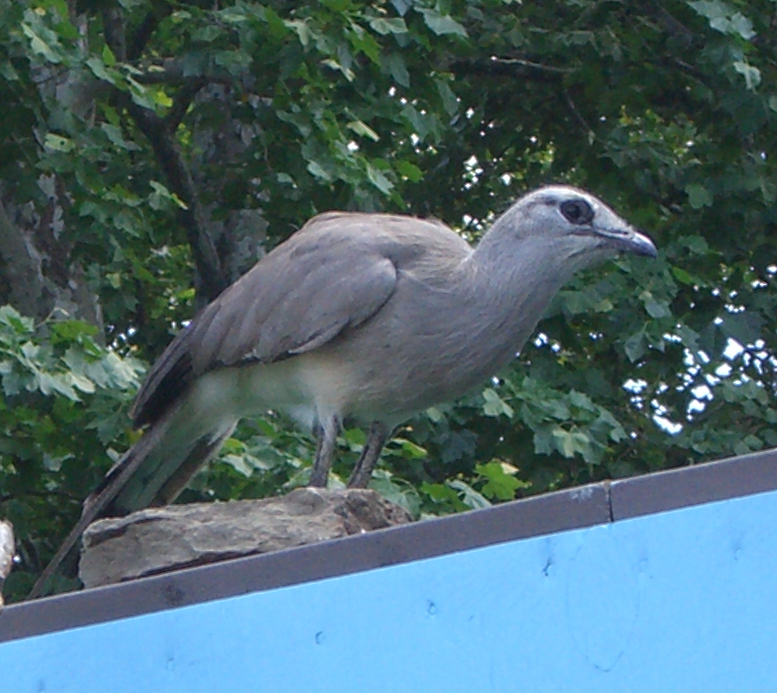
A seriema-de-perna-preta (Chunga burmeisteri) é menor e possui uma distribuição mais restrita.
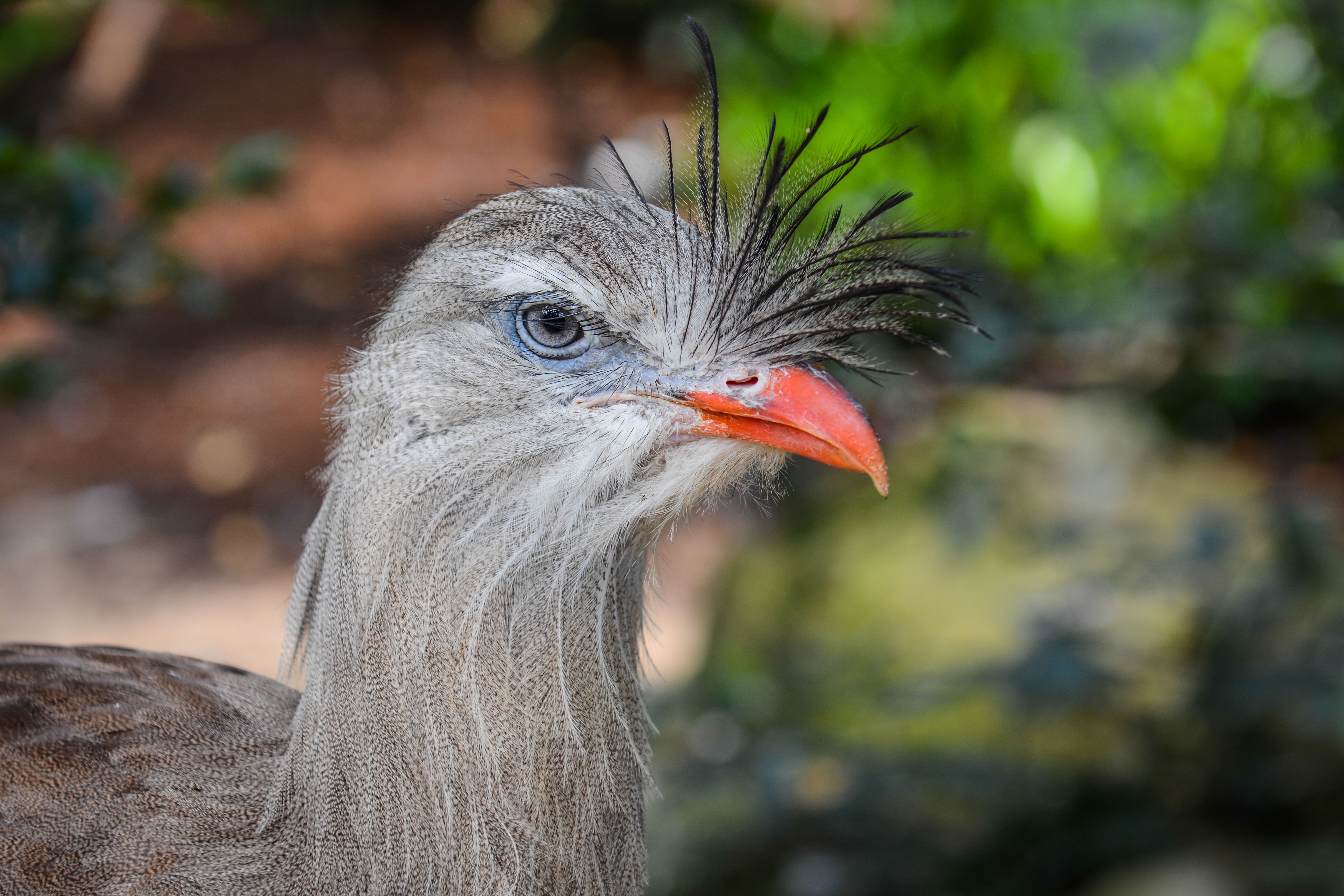
A crista frontal da seriema-de-perna-vermelha (Cariama cristata) é única entre aves neotropicais.
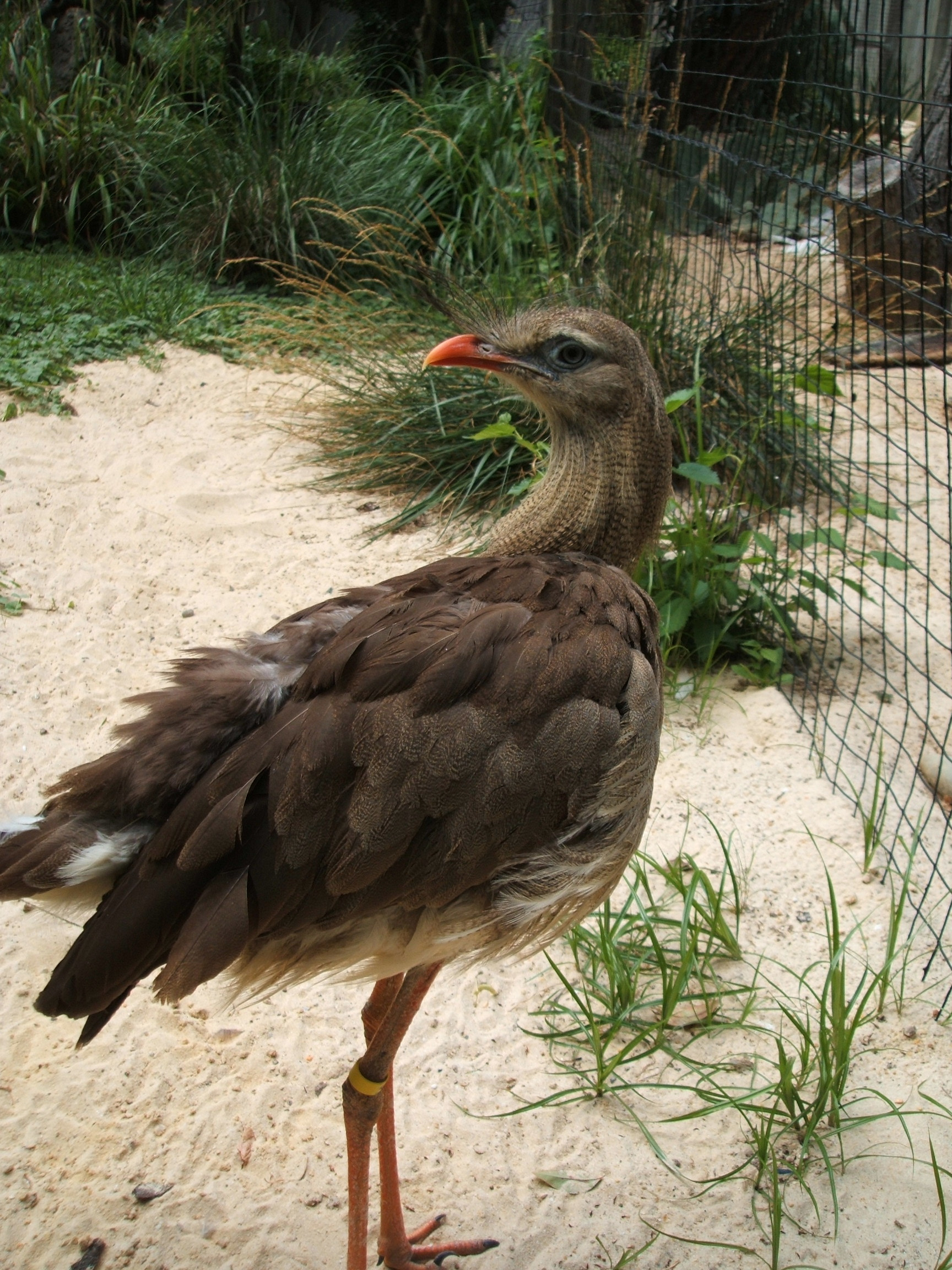
As seriemas têm asas curtas e raramente voam.
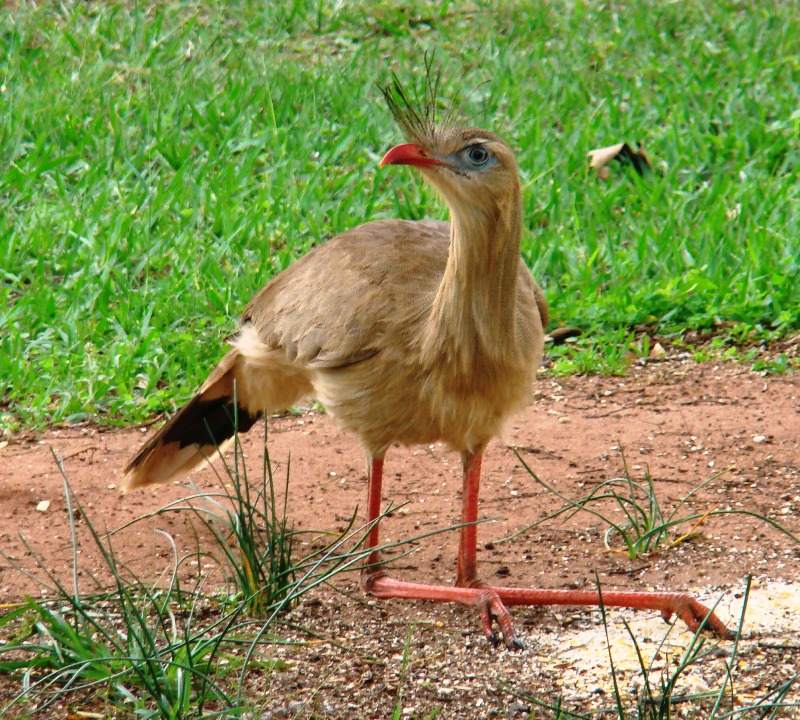
Seriema, siriema ou seriema-de-perna-vermelha (Cariama cristata)

## Distribuição e habitat
No Brasil, a seriema-de-perna-vermelha (Cariama cristata) é encontrada principalmente nas regiões Nordeste, Sudeste, Centro-Oeste e Sul. Também ocorre em países da América do Sul como como Bolívia, Paraguai, Uruguai e Argentina. A seriema-de-perna-preta (Chunga burmeisteri) é encontrada na região do Chaco, no sul e sudeste da Bolívia através do Paraguai até o centro da Argentina. Não há registros da espécie em território brasileiro.
Seriemas vivem em hábitats abertos na América do Sul, de florestas abertas a cerrados e pastagens. Os habitats típicos são a Caatinga, Cerrado e Chaco. No Chaco paraguaio, as duas espécies são parcialmente simpátricas, mas Chunga burmeisteri tipicamente habita áreas florestais mais secas. A espécie Chunga burmeisteri é aparentemente restrita a altitudes mais baixas que Cariama cristata, podendo favorecer temperaturas mais altas.

## Comportamento e ecologia
Ecologicamente, a seriema é a contraparte sul-americana da ave secretário. São onívoras, alimentando-se de insetos, serpentes, lagartos, anuros, aves jovens e pequenos roedores, com pequenas quantidades de alimento vegetal (incluindo milho e feijão). Na natureza e em cativeiro, a seriema agarra pequenos vertebrados com o bico e os golpeia contra o solo antes de desmembrá-los com o bico.
Elas podem ser encontradas próximas a pastagens, e são comumente vistas forrageando em áreas com esterco de gado e cavalo, provavelmente beneficiando-se dos insetos que são atraídos pelas fezes dos animais.

## Reprodução
Seriemas são aves monogâmicas com cuidado biparental. Elas normalmente nidificam em árvores pequenas, apesar de passarem a maior parte de suas vidas correndo e caminhando no chão. Geralmente constroem seus ninhos utilizando gravetos forrando-o com estrume de gado, barro ou folhas secas. O tamanho típico da ninhada é geralmente de 1 a 3 ovos. Ambos os pais auxiliam na construção do ninho, e os ovos são incubados por cerca de um mês antes da eclosão. Os filhotes nascem com penugem marrom-clara e ambos os pais fornecem aos filhotes alimentos que variam de minhocas a cobras. Os filhotes saltam para o chão para acompanhar os pais com algumas semanas de idade. Lá eles continuam a crescer até a independência, o que pode ocorrer um mês após a eclosão, embora só atinjam o tamanho adulto completo depois de cerca de quatro ou cinco meses de idade.

## Sistemática e evolução

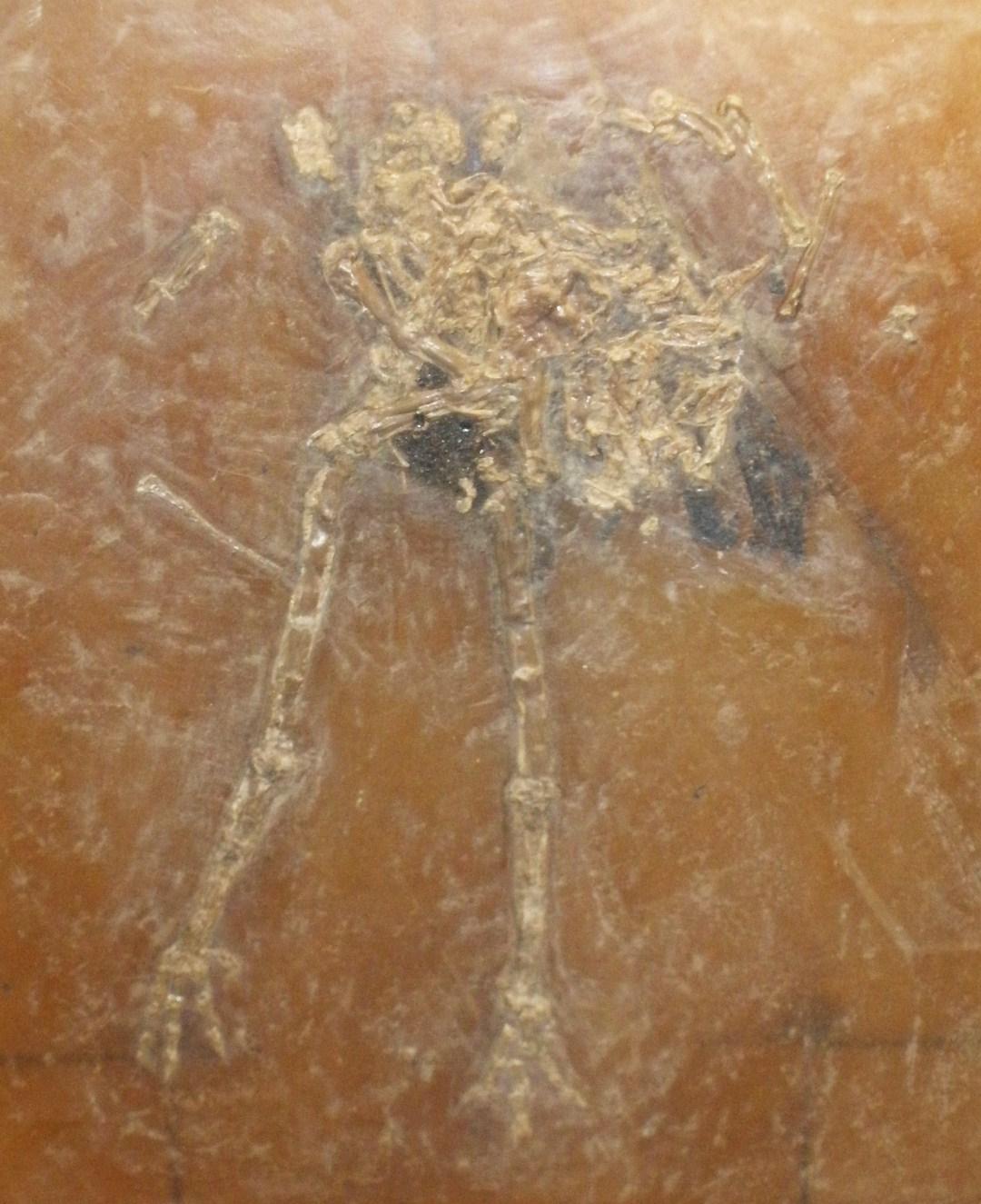
Fóssil de Idiornis tuberculata

Acredita-se que estas aves sejam os parentes mais próximos do grupo de aves carnívoras gigantes (mais de 3 m de altura) chamadas "aves do terror" (Phorusrhacidae), que são conhecidas a partir de fósseis da América do Sul e do Norte.
Várias outras famílias relacionadas, como Idiornithidae e Bathornithidae, faziam parte das faunas paleógenas na América do Norte e na Europa, e possivelmente em outros lugares também. No entanto, o registro fóssil das próprias seriemas é pobre, com duas espécies pré-históricas, ambas do Mioceno: Cariama santacrucensis e Noriegavis santacrucensis da Formação Santa Cruz da Argentina. Alguns dos fósseis da fauna do Eoceno do Sítio fossilífero de Messel (isto é, Salimia e Idiornis) também foram sugeridos como seriemas, assim como o maciço predador Paracrax do Oligoceno da América do Norte, embora seu status permaneça incerto.
Existem dois gêneros vivos na família Cariamidae, cada um com uma espécie:
- Cariama (Brisson, 1760)
  - Cariama cristata (Linnaeus, 1766) — A seriema, ou seriema-de-perna-vermelha (Cariama cristata) encontrada no leste do Brasil até o centro da Argentina.
- Chunga (Hartlaub, 1860)
  - Chunga burmeisteri (Hartlaub, 1860) — A seriema-de-perna-preta (Chunga burmeisteri) é encontrada no noroeste da Argentina e Paraguai.